# Province de Bà Rịa-Vũng Tàu
La province de Bà Rịa-Vũng Tàu est située dans la région du Sud-Est du Viêt Nam. Les provinces limitrophes sont  Dong Nai, Binh Thuan, Ho-Chi-Minh-Ville et la mer de Chine méridionale. Ba Ria-Vung Tau est le centre pétrolier du Viêt Nam, ainsi qu'un centre touristique important, avec beaucoup de belles plages.
Le nom Bà Rịa est l'adaptation du nom khmer Barea បារៀ.

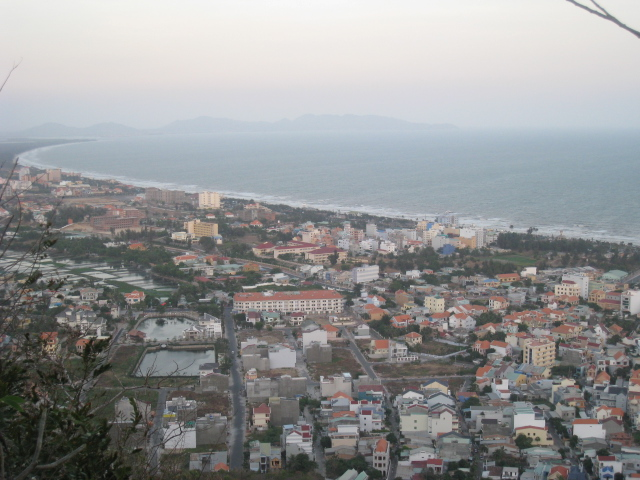
Vũng Tàu en 2009.

## Administration
La province de Bà Rịa-Vũng Tàu compte huit subdivisions administratives, dont deux villes et six districts
- Villes : Vũng Tàu, Bà Rịa et Phú Mỹ
- districts : Châu Đức, Côn Đảo, Đất Đỏ, Long Điền, et Xuyên Mộc

## Source
1. ↑  Area, population and population density in 2012 by province, General Statistics Office Of Vietnam (lire en ligne)